# Rajna-völgy
A Rajna-völgy mint kultúrtáj a Felső-Közép-Rajna-völgy területeit foglalja magában. Világhírű borvidék, a szőlőtermesztés mellett pedig kultúrtörténetileg is jelentős, számtalan középkori kastély, rom és műemléképület van területén. A folyó vonatkozó szakasza ennek megfelelően ma Földünk várakban leggazdagabb vidéke . Bingentől/Rüdesheimtől  Koblenzig 67 kilométer hosszan nyúlik el, ott ,ahol a Rajna a róla elnevezett palahegységen áttörve összeköti a Felső-Rajna széles ártereit az Alsó-Rajna alföldi medencéjével. 2002 óta a Rajna felső szakaszának völgye a Világörökség része a II, IV és V kritériumok alapján. 

## Története

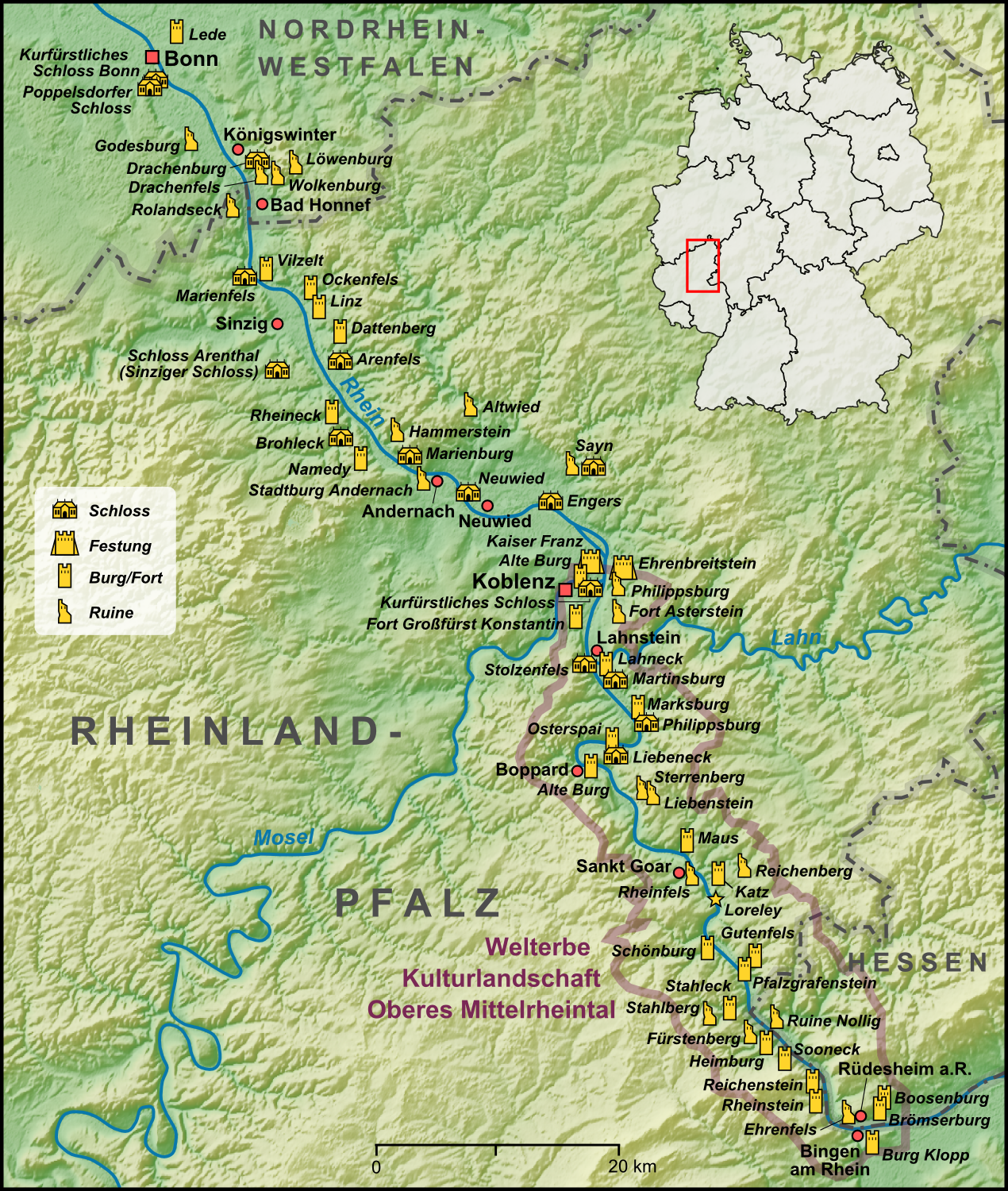
A Rajna-völgy térképe

Mint kereskedelmi csomópont, történelme kétezer évre nyúlik vissza: a folyam összekötő út volt a Földközi-tenger térsége és Észak-Európa között. Területe emiatt gazdag különösen sok műemlékben. A legjelentősebbek ezek közül Marksburg, a Stolzenfels kastély, a Rheinsteini vár, Pfalzgrafensteini vár, Neu-Katzenelnbogen, a Reichenberg kastély  és a Festung Ehrenbreitstein. A romok közül kiemelkedik Wernerkapelle. A középkor mellett jelentősek az ókori emlékek is: Boppard  római kori erődítmény és állomásozó hely volt. A tájképen az emberi beavatkozás leginkább a teraszos föld- és szőlőműveléssel hagyott nyomot, amely ma elsősorban a meredek lejtőket érinti. A települések közül kiemelkedik Lorch kisvárosa, (mely híres teraszos szőlőműveléséről), a középkori gerendaházakat őrző Bascharach, Kaub, a gótikus emlékeket rejtő Oberwels. Különösen jelentős Rhens városa, a német római császárok felszentelő települése. A szurdokok vidékén a lágy agyagpalát kemény homokkő váltja fel. Itt jött létre az egyik leghíresebb szurdok, a Lorelei: a legenda szerint itt rejtőzik a Nibelungok kincse.

## Ábrázolása a kultúrában
A vidék (zene)irodalmilag és mitológiailag elsősorban a Rajna kincséről híres. Nemcsak a középkort ihlette meg azonban, hanem sok későbbi szerzőt is. Ide kötődik Heinrich Heine Loreley című verse . Egyik leghíresebb irodalmi vonatkozása Thomas Mann Egy szélhámos vallomásai című regénye. A német író így ír a Rajna-vidékről: 
A Rajna-vidékről származom, abból az istenáldotta tartományból, amely enyhe, egyenletes időjárásával, könnyen művelhető földjével, sok, egymást sűrűn követő városával és helységével vidám népességével alighanem az emberlakta föld egyik legszebb tájéka. Itt virágzanak a zord szelek elől a rajnai hegyvonulat által védetten, a verőfényben boldogan sütkérezve azok a híres települések, amelyeknek ha csak a nevét hallja, minden borissza lelke földerül, itt fekszik Rauenthal, Johannisberg, Rüdesheim, valamint az a tisztes városka is, amelyben negyven évvel ezelőtt megláttam a napvilágot.